# Đuka Agić
Đuro Agić (Zagabria, 17 agosto 1906 – Zagabria, 15 gennaio 1985) è stato un calciatore jugoslavo, di ruolo difensore.

## Carriera

### Nazionale
Disputò una sola partita con la Jugoslavia, il 26 gennaio 1930 disputò l'incontro di Coppa dei Balcani vinto per 1-0 in casa della Grecia.